# 東華菜館
東華菜館（とうかさいかん）は、京都市の北京料理店である。本店は下京区の四条大橋西詰南側、洛北店は左京区下鴨本通北山下ルにある。
本店ビルは、鴨川を挟んで建つレストラン菊水ビルとほぼ同時期に竣工した近代建築として知られる。

## 概要
本店の建物はヴォーリズ建築事務所による設計で、1926年竣工である。また、同店のエレベータは1924年OTIS製で京都府内最古、神戸市の神戸商船三井ビル、松尾ビルのものとともに日本に現存する最古級のエレベータでもある。このエレベータは店員が操作する手動式で、L字状に2箇所の出入り口を有している。

## 略歴
- 1892年頃 - 牡蠣料理店「矢尾政」開店[2]。
- 1907年頃 - 西洋料理併営[2]。
- 1926年 - 「矢尾政」新店舗竣工[2]。
- 1927年 - 「矢尾政」新店舗開店[2]。
- 1945年 - 「東華菜館」開店[3]。
- 1993年 - 洛北店開店[3]。
- 2016年8月4日 - 本店の地下1階の変電室の一部が焼ける火事が発生[4][5][6]。